# Milica Mandićová
Milica Mandićová (Милица Мандић, * 6. prosince 1991 Bělehrad) je srbská taekwondistka. Soutěží ve střední nebo těžké váze, je členkou klubu TK Galeb. Na mistrovství světa v taekwondu 2011 získala bronzovou medaili, na Letních olympijských hrách 2012 svým vítězstvím v kategorii nad 67 kilogramů vybojovala první olympijské zlato pro samostatné Srbsko. Obsadila druhé místo na Středomořských hrách 2013 a Evropských hrách 2015, v roce 2017 se stala mistryní světa ve váze do 73 kilogramů. V roce 2012 získala cenu Zlatna značka udělovanou nejlepšímu srbskému sportovci roku.